# Vallmoll
Vallmoll är en kommun och ort i Spanien.   Den ligger i provinsen Província de Tarragona och regionen Katalonien, i den östra delen av landet, 400 km öster om huvudstaden Madrid. Antalet invånare är 1 677.
Terrängen runt Vallmoll är platt åt sydost, men åt nordväst är den kuperad. Terrängen runt Vallmoll sluttar söderut. Runt Vallmoll är det mycket tätbefolkat, med 1 313 invånare per kvadratkilometer. Närmaste större samhälle är Tarragonès, 14,0 km söder om Vallmoll. Runt Vallmoll är det i huvudsak tätbebyggt.